# Yes We Can

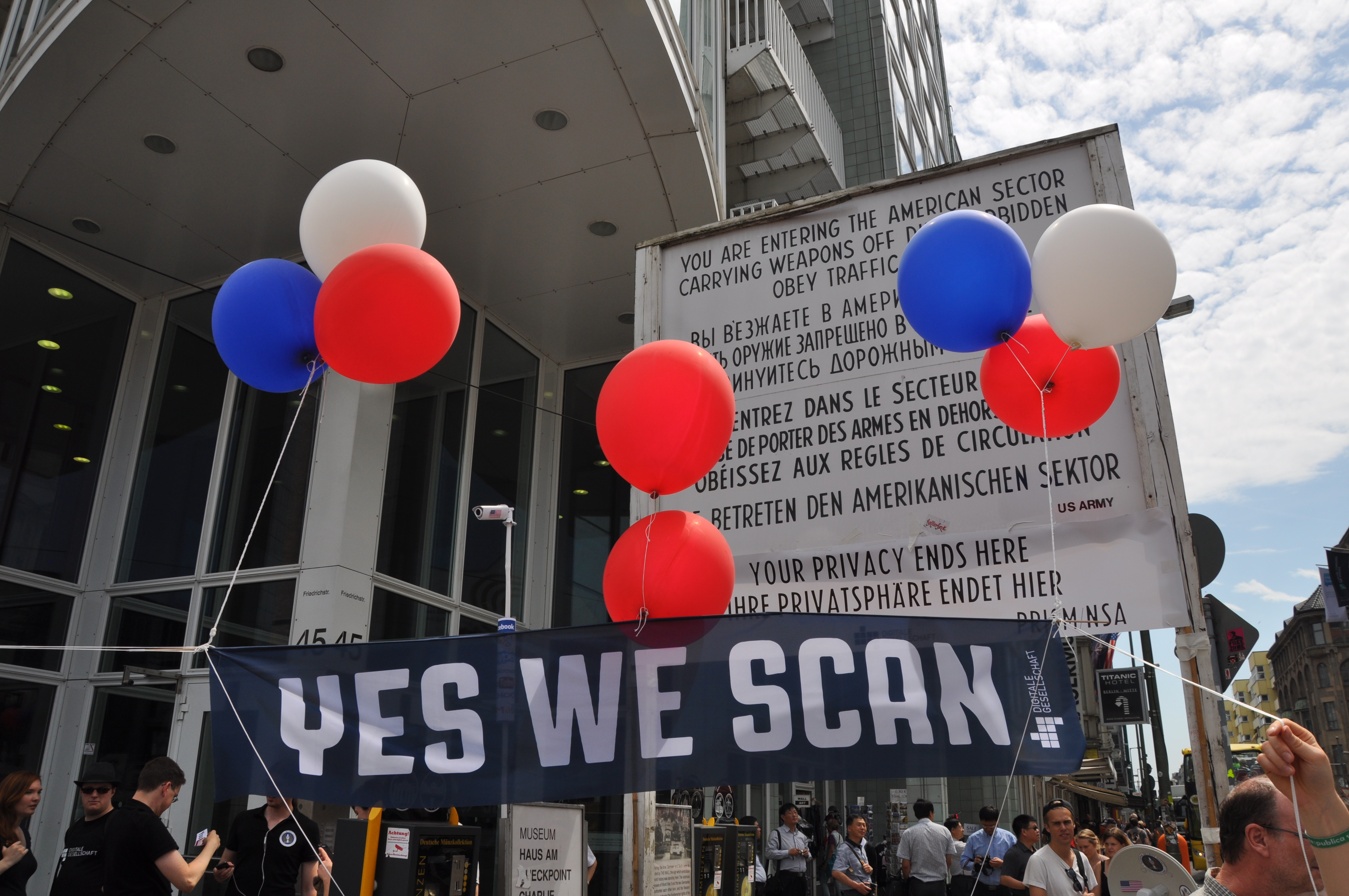
'Yes We Can" em Charlie.

Yes We Can é uma colagem ao estilo de um videoclipe inspirado pelo presidente dos Estados Unidos, Barack Obama, para a popularização do slogan "yes, we can". Durante a campanha presidencial dos Estados Unidos de 2008 na sequência do New Hampshire, o então senador (presidente de 2009 até 2017) Barack Obama, usou a tradução do slogan da United Farm Workers - "Sí, se puede" - em seu discurso.
A canção foi lançada em 02 de fevereiro de 2008, pelo membro do Black Eyed Peas, will.i.am no Dipdive e também no YouTube. Foi homenageado com o primeiro Emmy Award de Best New Approaches in Daytime Entertainment.O termo "Yes We Can!" tornou-se um slogan secundário para a campanha de Obama.
O slogan foi desde logo comparado à canção da série animada que começou a ser transmitida em 1998 Bob, o Construtor "Can We Fix It? Yes We Can". Essa mesma canção foi número um no Top Oficial do Reino Unido e da Austrália em Dezembro de 2000. A série estava nessa altura no auge de audiências mundiais em mais de 30 países.